# 西恩德 (新澤西州)
西恩德（英語：West End）是位於美國新澤西州蒙茅斯縣的非建制地區。

## 歷史
西恩德的郵局自1881年營運至今。

## 地理
西恩德所處的海拔為高於海平面8米（即26英呎），而該地所採用的時區為UTC-5，即北美东部时区（EST）。同時該地設有夏令時間，為UTC-5調快一小時，即UTC-4（EDT）。